# ابوالفرج رونی
ابوالفرج رونی شاعر ایرانی قرن پنجم و ششم هجری است.
ابوالفرج ابن مسعود رونی (درگذشتهٔ ۵۲۵ هجری)، در رونه از قراء نیشابور متولد شد. چون مدتی در لاهور زیست اور را لاهوری نیز گفته‌اند. آغاز شهرت او از هنگام ورودش به دربار سلطان ابراهیم بن مسعود غزنوی بود، و در زمان پسرش سلطان مسعود غزنوی ادامه یافت. انوری از سبک او پیروی کرد. نامش بلفرج نیز ضبط شده‌است.

## زادگاه
به عنوان اولین شاعران پارسی‌گوی هندوستان بعد از نکتی به شاعر هندی شهیر دیگری به نام ابوالفرج رونی متوفی در حدود ۴۹۲ برمی‌خوریم که به عقیدهٔ مؤلف «لباب‌الالباب» و «راحة الصدور» و «منتخب التواریخ» و «هفت اقلیم» و «مرآة العالم» و «مجمع النفائس» و «فرهنگ جهانگیری» و «برهان قاطع» و غیره اهل رون و از هندوستان بود، ولی لطف‌علی‌بیگ آذر او را از دهات دشت خاوران، و رضاقلی خان هدایت از قرای نیشابور می‌دانند. منصف «تاریخ فرشته» و صاحب «ریاض الشعرا» مولدش را سیستان نوشته‌اند.

## دوران زندگی
در عهد سیستان ابراهیم بن مسعود و فرزندش مسعود بن ابراهیم غزنوی می‌زیسته، و هر دو را ستایش کرده‌است. وی در اشعار خود تشبیهات فلسفی و عملی زیاد به کار برده‌است. زبانی شیرین و متین و کلامی محکم دارد. و ارباب تذکره مانند مصنفان «لباب الالباب» و «مجمع الفصحا» و «آتشکده» و غیره او را از استادان انوری دانسته‌اند. بیشتر به قصیده‌سرایی و مدیحه‌گویی توجه داشته و رباعیاتِ خوب زیاد سروده‌است. غزلیاتی نیز از او باقی است می‌گویند دیوانش قریب به دوهزارودویست بیت دارد. برخی از شعرا از جمله مسعود سعد سلمان و فیضی دکنی به سبک او نظر داشته‌اند. شهرت وی در میان همعصران و شاعران پس از وی تا به حدی است که انوری، شاعر بلندآوازه قرن ششم هجری، طریقه شعری وی را دنبال کرده و شعر ابوالفرج در نزد وی مثل متانت و استحکام بوده‌است. ویژگی اصلی شعر ابوالفرج، نسخ سبک شعری پیش از خود و پدیدآوردن شیوه‌ای نو و تازه است. وی با دور کردن هرچه بیشتر شعر از زندگی و سادگی، تلاش نمود از مجموعه علوم و دانشهای روزگار خود کمک جوید و اسلوب تازه‌ای در تصاویر شاعرانه ایجاد نماید. وی از جمله نخستین کسانی است که مجموعه‌ای از تصاویر شعری که جنبه علمی دارد را در شعر به کار برد تا حدی که هر کدام از تصاویر وی برنهاد یکی از علوم ریاضی، نجوم، طب و غیره است. عمده‌ترین اوصافی که در زمینه اشعار این شاعر می‌توان برشمرد عبارتند از: استعمال فراوان لغات عربی و اصطلاحات علمی و مبالغات عجیب دربارهٔ ممدوح. ابداع ترکیبات تازه و تشبیهات دقیق و بدیع. وفور استعاره‌های عجیب و پیچیده در جهت هنری ساختن تصاویر شعری. تزاحم تصاویر و غرابت صور خیال شعری. جنبه هنری اغراقهای شعری و نیز انتزاعی بودن مضامین شاعرانه.
گفتنی است رونی تصاویر و مضامین گوناگونی را از شاعران عرب اخذ کرده و در اشعار خود به کار برده‌است.

## نمونه شعر
| تا یک‌نفس از حیات باقی است مرا  |  | در سر هوش شراب و ساقی است مرا |
| کاری که من اختیار کردم این بود |  | باقی همه کار اتفاقی است مرا   |
| ***                            |  |                               |
| هر تیر که در جعبهٔ افلاک بود    |  | آماجگهش این دل غمناک بود      |
| تا چرخ چنین ظالم و بیباک بود   |  | آسوده وخوش کسی که در خاک بود  |
| ***                            |  |                               |
| جشن فرخندهٔ فروردین است         |  | روز بازار گل و نسرین است      |
| آب چون آتش عود افروز است       |  | باد چون خاک عبیر آگین است     |
| باغ پیراسته گلزار بهشت         |  | گلبن آراسته حور العین است     |
| برج ثور است مگر شاخ یاسمن      |  | که گلش را شبهٔ پروین است       |

## پی‌نوشت
1. ↑  برای تفضیل ر.ک. «The Early Persian Poets of India» (ص۱۵–۱۶) و «A literary History of Persian» (ج۲، ص۳۹۰) و آثار الکرام قادری (ج۱، ص۱۱۹).
2. ↑  لباب‌الالباب (ج۲، ص۲۴۱). برای کتب دیگر ن.ک. به کتاب مذکور تألیف اقبال حسینی (ص ۱۱–۱۴) و دیوان ابوالفرج رونی به تصحیح پروفسور چایکین مستشرق (ص۱۷۱)
3. ↑  آتشکده، ص۱۸۲–۱۸۳)
4. ↑  مجمع الفصحا، ج۱، ص۷۰
5. ↑  ر. ک. The Early Persian Poets of India، ص۱۲
6. ↑  سدارنگانی، پارسی‌گویان هند و سند.
7. ↑  لباب‌الالباب، ج۲، ص۲۴۱
8. ↑  مجمع‌الفصحا، ج۱، ص۷۰
9. ↑  آتشکده، ص۱۸۲–۱۸۳
10. ↑  The Early Persian Poets of India، ص۴۶ و ۶۴–۶۶
11. ↑  ریاض الشعرا، به قول دکتر رضازاده شفق (تاریخ ادبیات ایران، ص۱۸۸) دیوان رونی که چاپ شده در حدود چهارهزارواندی بیت دارد.
12. ↑  شاعر در تعریف مسعود گوید:| نازم بدانکه هستم شاگرد تو |  | شادم بدانکه هستی استاد من |
13. ↑  | ذوقی که توان گرفتن از شعر |  | از شعر ابوالفرج گرفتم |
14. ↑  سدارنگانی، پارسی‌گویان هند و سند.
15. ↑  احمدرضا یلمه ها. «ابوالفرج رونی و ادبیات عرب». بایگانی‌شده از اصلی در ۷ نوامبر ۲۰۱۷. دریافت‌شده در ۳ نوامبر ۲۰۱۷.